# Zoölogie
Zoölogie (Oudgrieks: ζῷον, zōion, dier en λόγος logos, woord, in de wetenschap vaak vertaald als kunde) of dierkunde is een discipline in de biologie die dieren bestudeert.

## Geschiedenis
De oude Grieken deden al aan dierkunde, Aristoteles formuleerde zelfs een soort van erfelijkheidsleer. Tot de 16de eeuw lag de nadruk op het verzamelen van beschrijvingen en verhalen over het liefst vreemdsoortige dieren. Dat resulteerde in boeken als de Physiologus (2e eeuw n.Chr.). In de Middeleeuwen werden veel bestiaria (beestenboeken) uitgegeven, met beschrijvingen en tekeningen van bestaande en verzonnen dieren. Meestal was de inhoud overgenomen uit oudere boeken.

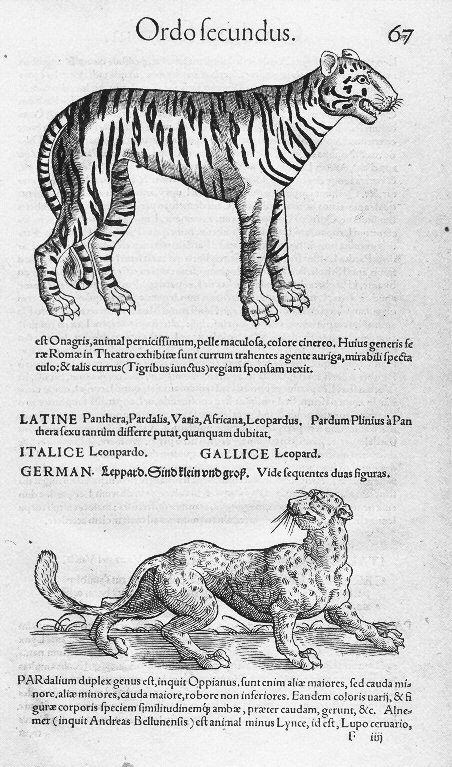
Pagina uit het eerste deel van Conrad Gesners Historiae animalium

Oorspronkelijk zoölogisch onderzoek werd er weer vanaf de 16e eeuw gedaan. Een bekend werk uit die tijd is de Historiae animalium van Conrad Gesner. Er werd meer anatomisch onderzoek verricht (geïllustreerd door bijvoorbeeld de Anatomische Les van Dr. Nicolaes Tulp van Rembrandt uit 1632) en later ook taxonomisch onderzoek. De ontwikkeling van de microscoop stelde onderzoekers als Jan Swammerdam en Antoni van Leeuwenhoek in staat de cellen in verschillende weefsels te bestuderen. Classificatie van soorten gebeurde systematisch vanaf de 18e eeuw (Linnaeus).
Tot de formulering van de evolutietheorie door Charles Darwin in 1859, was de dierkunde vooral beschrijvend van aard. Daarna kwam er ook een verklarend element in: het bestaan, het evolueren, het uitsterven, de morfologie en fysiologie van diersoorten werd verklaard als het gevolg van (gebrek aan) aanpassing aan omstandigheden (natuurlijke selectie).

## Onderdelen
- Anatomie
- Ecologie
- Embryologie
- Ethologie
- Dierfysiologie
- Histologie
- Morfologie
- Neurobiologie
- Populatiebiologie

## Studie van verschillende diergroepen
Tot de bijzondere biologie behoort ook de studie van de verschillende diergroepen, zoals:
- Arachnologie (spinachtigen), met acarologie (mijten en teken)
- Entomologie (insecten)
- Herpetologie (reptielen en amfibieën)
- Ichtyologie (vissen)
- Malacologie (weekdieren)
- Mammalogie (zoogdieren)
- Ornithologie (vogels)